# Свінг (музичний термін)
Свінг (англ. Swing — гойдання) — термін, що вживається в джазі у двох значеннях.

## Ритмічний малюнок
англ. Swung note — характерний ритмічний малюнок, в якому тривалість першої ноти з кожної пари із двох нот подовжується, а другої — скорочується.
У більшості різновидів класичного джазу існує угода, при якій в парі нот, записаних як ноти однакової довжини, перша нота грається вдвічі довше ніж друга, сприймаючись на слух як тріоль.
Свінґ може бути записаним, як рівний ритм з позначкою — swing та виконуватись як свінґований, або записано як складний ритм — вісімками з крапкою та шістнадцятками, або тріольні чвертка та вісімка, і виконуватись як написано.
На практиці вживаються такі співвідношення тривалостей:
- 1:1 = вісімка + вісімка, «однакові вісімки».
- {\displaystyle \approx }1.5:1 = довга вісімка + коротка вісімка, «swing»
- 2:1 = тріольна чвертка + тріольна вісімка, тріольний метр; «hard swing», або «shuffle.»
- 3:1 = вісімка з крапкою + шістнадцятка

В джазі свінґ передбачається в більшості записаної музики, особливо блюзі, кантрі, джазі та в жанрі свінґ. Не використовується свінґ в диксиленді, латинському джазі, фанку (соул), ф'южн та бі-боп, хоча й тут можливі винятки. Наприклад, джазовий стандарт Satin Doll зазвичай інтерпретується з явним свінґовим ритмом.
В джазі та біг-бендовій музиці майже завжди присутній постійний свінґовий ритм, виконуваний на хай-хеті або райд-тарілці.

## Жанр
Протягом 1920-х з появою великих джазових оркестрів свінґ формувався, як особливий джазовий стиль і до 1935 отримав широку популярність в Сполучених Штатах. Свінґ відрізнявся перш за все сильною ритм-секцією, що включала контрабас і барабани, помірним або швидким темпом, і відмітним свінґовим ритмом. «Королем» свінґу вважався Бенні Гудмен.

## Музичні приклади
- "Jumpin' at the Woodside"ⓘ, (Count Basie & His Orchestra[en], фрагмент).
- "And the Angels Sing"ⓘ, (Бенні Гудмен та Марта Тілтон, фрагмент).